# Eisner Loboa
Eisner Iván Loboa Balanta (Caloto, 17 maggio 1987) è un ex calciatore colombiano, di ruolo centrocampista.

## Carriera

### Club
Ha giocato nella massima serie dei campionati colombiano, cinese, brasiliano, ecuadoriano e guatemalteco.

### Nazionale
Nel 2007 ha partecipato al campionato sudamericano Under-20.

## Palmarès

### Club

#### Competizioni nazionali
- Campionato messicano: 1

León: Apertura 2013